# اسلپجک
شِین تورن (انگلیسی: Shane Thorne؛ زادهٔ ۲۴ سپتامبر ۱۹۸۵) کشتی‌گیر کشتی حرفه‌ای اهل استرالیا است. در حال حاضر او در شوی راو کمپانی دبلیودبلیوئی با نام رینگی اسلپجک فعالیت می‌کند.
او همچنین بخاطر کار در کمپانی کشتی ژاپنی به نام نوآه شناخته شده‌است. در این کمپانی، او تحت نام رینگی شین هیست فعالیت کرده‌است.
شین تورن در سال ۲۰۱۶ به شوی ان اکس تی کمپانی دبلیودبلیوئی پیوست. در این شو او با نام اصلی خود فعالیت می‌کرد. در ابتدای سال ۲۰۲۰ او به شوی راو منتقل شد. او نام رینگی خود را به اسلپجک تغییر داد و با زدن ماسک راکی عضوی از گروه رتریبیوشن شد.